# A Gentleman of Paris (pel·lícula de 1927)
A Gentleman of Paris és una pel·lícula muda de comèdia estatunidenca del 1927 basada llunyanament en la novel·la i l'obra Bellamay the Magnificent de Roy Horniman. La pel·lícula va ser dirigida per Harry d'Abbadie d'Arrast i protagonitzada per Adolphe Menjou, Arlette Marchal, Nicholas Soussanin, Lawrence Grant i William B. Davidson. La pel·lícula s'ha conservat i es va estrenar en DVD el 2010. La pel·lícula també va ser la base de la pel·lícula A Certain Young Man de 1928.

## Argument
El marquès de Marignan és un faldiller descarat que es passa la major part de la seva vida escapant de la ira dels marits que ha enfadat. Joseph, el seu fidel valet, sovint rescata Marignan d'un desastre. Però quan Joseph s'assabenta que el seu cap s'ha anat a dormir amb la seva dona, trama un pla per humiliar públicament al marquès exposant-lo com un trampós. L'enginy funciona, però Marignan aconsegueix riure l'últim fingint el seu propi suïcidi i torna a perseguir Joseph perquè confessi el seu pla.

## Repartiment
- Adolphe Menjou com a marquès de Marignan
- Shirley O'Hara com a Jacqueline
- Arlette Marchal com Yvonne Dufour
- Ivy Harris com a Henriette
- Nicholas Soussanin com a Joseph Talineau
- Lawrence Grant com a baró general de Latour
- William B. Davidson com a Henri Dufour
- Lorraine MacLean com a noia del guarda-roba